# 湿球温度
湿球温度（しっきゅうおんど、英: wet-bulb temperature）は、気体と蒸気（通常は空気と水蒸気の混合した系）の物理的な特徴を示す温度の一種である。

## 用語の意味
湿球温度という用語にはいくつかの意味がある。
- 熱力学的湿球温度 (thermodynamic wet-bulb temperature) - ある空気塊を一定気圧に保ちながら、その空気塊の中に水を蒸発させることによって、飽和状態に達するまで断熱的に冷却した場合に、その空気塊が持つ温度。このとき、蒸発に必要な気化熱は全てその空気塊から奪われるものとする。
- 乾湿計の湿球を読み取った温度。単位は ℃ (WB) または ℃WB で、WBは湿球(wet bulb)。
- 断熱的湿球温度 (adiabatic wet-bulb temperature) - 空気塊の気圧を下げることによって飽和になるまで断熱的に冷却し、その後、湿潤断熱過程で元の気圧まで圧縮したときの空気塊の温度。

## 実際的な考察
熱力学的湿球温度は、通風のある水で湿った（あるいは氷で覆われた）表面において、純粋に蒸発のみによる冷却によって達成されうる最低の温度である。
既知の気圧と乾球温度を持つ空気塊について、熱力学的湿球温度は相対湿度や露点、その他の量と一対一の対応関係がある。これらの値の関係は湿り空気線図に描かれている。
飽和(相対湿度100%)に達していない空気の場合、湿球温度は乾球温度よりも低く、露点温度は湿球温度よりも低い。
汗の蒸発による人体の冷却は、周囲の空気の湿球温度（および相対湿度）が増加するにつれ抑制される。
夏場、湿球温度が低いと、空調のエネルギー消費が次の理由により低くなる。
1. 除湿に要するエネルギーが減ること
2. 冷却塔の効率が増すこと

## 熱力学的湿球温度（断熱的飽和温度）
熱力学的湿球温度 (thermodynamic wet-bulb temperature) は、ある空気塊を一定気圧に保ちながら、その空気塊の中に水を蒸発させることによって、飽和に達するまで断熱的に冷却した場合に、その空気塊が持つ温度である。このとき、蒸発に必要な気化熱は全てその空気塊から奪われるものとする。
熱を遮断された通路の中で、広い水面の上を通過してきた空気の気温が熱力学的湿球温度である。その空気は一定気圧の断熱された理想的な飽和槽の中で飽和に達している。
英語圏の気象学者は「熱力学的湿球温位」のことを「定圧的な湿球温度」 (isobaric wet-bulb temperature) と言うこともある。また「断熱的飽和温度」 (adiabatic saturation temperature) と呼ぶこともある。
湿り空気線図に描かれているのは熱力学的湿球温度である。
熱力学的湿球温度は空気と水蒸気の混合物の熱力学的な性質を示すものである。単純な湿球温度計の読み取り値は、熱力学的湿球温度の適切な近似値となる。
正確な湿球温度計であれば、「通常の大気の気温と圧力の下にある空気と水蒸気の混合物の場合、湿球温度と断熱的飽和温度は近似的に等しい。このことは、通常の大気の条件から著しくかけ離れた気温や圧力の場合や、または他の気体と蒸気の混合物の場合には必ずしも成り立たない」

## 湿球温度計の読み取り値
湿球温度は、球部を湿ったガーゼで包んだ温度計によって測定される。このガーゼは毛細管現象を利用して常に湿った状態に保たれる。このような温度計を湿球温度計（あるいは乾湿計の湿球）と呼ぶ。通常は気化熱により乾球温度より低い温度を示すが、空気中の水蒸気が飽和状態である場合は乾球温度と一致する。
湿球温度計は次の条件下で熱力学的湿球温度を示す。
- ガーゼが周囲と放射による熱交換をしないように遮蔽されていること
- 蒸発した水蒸気がガーゼからの蒸発に影響を与えないようにするため、空気は速やかにガーゼ周辺から流れ去ること
- ガーゼに供給された水の水温は空気の熱力学的湿球温度と同じ温度であること

通常の手順で測定した場合、次のような理由により、湿球温度計の読み取り値は熱力学的湿球温度とは若干異なる。
- ガーゼは放射による熱交換から十分に遮蔽されていない
- 空気の流量が理想とされる流量よりも少ないことがある
- ガーゼに供給される水温が制御されていない

相対湿度が100%より低い場合、水は球部から蒸発して周囲の気温以下に球部を冷やす。相対湿度を決めるには、普通の温度計を使って周囲の気温も測定するのだが、この温度計は「乾球温度計」と呼ばれることが多い（乾湿計を参照）。周囲気温がどのような値であれ、相対湿度が低いほど、乾球温度と湿球温度の差は大きくなる（湿球温度の方が乾球温度よりも冷たい）。測定した湿球温度と乾球温度を湿り空気線図上で見つければ正確な相対湿度が分かる（複雑な計算によって求めることも出来る）。
乾湿計は湿球温度計と乾球温度計の両方を具えた測定器のことである。
湿球温度計は黒球温度計（黒球温度は周囲の熱輻射の影響を示す）と組み合わせて使われることもあり、湿球黒球温度の計算に用いられる。

## 断熱的湿球温度
断熱的湿球温度 (adiabatic wet-bulb temperature) とは空気塊の気圧を下げることによって飽和になるまで断熱的に冷却し、その後、湿潤断熱過程で元の気圧まで圧縮したときの空気塊の温度である。このような冷却は空気塊の高度が上昇するにつれて気圧が下がる過程で起こり得る。偽湿球温度 (pseudo wet-bulb temperature) と呼ばれることもある。
上述の「熱力学的湿球温度」も断熱過程の中で達せられる値であるため、これを「断熱的湿球温度」と混同する向きもあるが、この記事で述べているとおり定義が異なる。
「定圧的な湿球温位と断熱的な湿球温位の関係はとても理解しづらい。しかしながら、両者を比較すると稀に十分の数℃異なることがあり、未飽和の空気の場合、断熱的湿球温度の方が常に小さい。このことは実際上は無視されることが多い。」

## 生存の限界の暑さ
人類にとっての生存の限界の暑さは湿球温度35°Cとされ、それ以上の環境では健康な若者でも6時間ほどいると死に至るといわれる。2020年現在では湿球温度35°Cに到達した地域は極めて少ないが、ペルシャ湾岸では2015年頃以降、短時間ながらもこれに到達する事態が既にしばしば発生している。地球温暖化の影響により、世界的に夏の暑さが厳しくなる傾向にあり、21世紀中に夏の暑さがこれに到達する地域が急増すると予測され、南アジアや中東、中国の華北の辺りなどもこれに到達する日が本格的に出現するのが比較的早いと予測されている。